# 谢伦伯格走私毒品案
谢伦伯格走私毒品案是中华人民共和国检察机关指控加拿大公民罗伯特·劳埃德·谢伦伯格（Robert Lloyd Schellenberg）在中国走私毒品的案件。检方指控，2014年11月，谢伦伯格企图将净重222.035千克的222包冰毒自大连走私到澳大利亚，察觉事情有变后，谢伦伯格在大连周水子机场登机，打算逃往泰国曼谷。飞机中途在广州白云机场停靠时，谢伦伯格被中国警方逮捕。谢伦伯格最初辩称自己是被陷害的无辜游客。2018年11月20日，大连市中级人民法院一审判决，以走私毒品罪判处谢伦伯格有期徒刑15年、没收个人财产15万元人民币、驱逐出境。谢伦伯格不服判决，提出上诉。同年12月29日，辽宁省高级人民法院二审公开开庭审理本案。庭审中，辽宁省人民检察院检察员称一审认定谢伦伯格是从犯、犯罪未遂因而从轻处罚的判决不当。辽宁省高院当庭裁定发回大连市中院重审。2019年1月14日，大连市中院开庭重审此案，当庭判决谢伦伯格死刑、没收全部财产。谢伦伯格方在重审后再次提起上诉。2021年8月10日，辽宁省高级人民法院二审驳回上诉，维持死刑判决。
谢伦伯格案在法律、外交上引起了争议。《中华人民共和国刑事诉讼法》第二百三十七条和《最高人民法院关于适用〈中华人民共和国刑事诉讼法〉的解释》第三百二十七条规定，被告人提出上诉、二审法院发回重审的案件，除非有新的犯罪事实、人民检察院补充起诉，否则原审法院不得加重被告人的刑罚，即所谓“上诉不加刑”。谢伦伯格的辩护律师北京莫少平律师事务所张冬硕等人认为大连市中院的判决违反了“上诉不加刑”的法律规定。中国官方媒体和一些中国法学家则认为大连市中院的判决符合《最高人民法院关于适用〈中华人民共和国刑事诉讼法〉的解释》第三百二十七条中“有新的犯罪事实，人民检察院补充起诉”的情形，可不遵守“上诉不加刑”的规定。此外，还有人质疑此案的证据、审理程序存在问题。
重审之前，加拿大在2018年12月1日应美国要求拘捕了中国华为公司副董事长、创始人任正非长女孟晚舟，引起中加关系摩擦。中国以危害国家安全为由拘捕了两名加拿大公民。有观点认为，中国借谢伦伯格向加拿大施压，此前的“人质外交”已升级成“行刑外交”。加拿大总理贾斯廷·特鲁多公开表示严重关切，认为中国的死刑判决是武断的。加拿大政府发出旅游警告，称前往中国可能面临该国任意执行法律的风险，要求赴华旅游公民高度警惕。重审后，加拿大外交部长方慧蘭称已向中国表示坚决反对这一残酷且非人道的刑罚，并将继续与中国当局交涉，为谢伦伯格提供宽大处理。2021年8月维持死刑判决后，加拿大总理、外交部长发布声明表示谴责该判决，不放弃提供领事协助。
中国外交部发言人华春莹说加拿大反而应该提醒其人民不要走私毒品，称加拿大的旅游禁令如同贼喊捉贼，要求加拿大尊重中国法律、停止发布不负责任的言论。中国外交部发布提醒，称加拿大近期出现任意拘捕中国公民的事件，赴加旅游应注意风险。

## 谢伦伯格其人
罗伯特·劳埃德·谢伦伯格生于1982年，是加拿大公民，在不列颠哥伦比亚省阿伯茨福德长大。谢伦伯格在中国被捕之前，曾两次在加拿大因毒品犯罪入狱。加拿大媒体称，谢伦伯格并非贩毒链条中的底层人员。据2012年的法庭文件，谢伦伯格此前在工作中股骨受伤，为了缓解疼痛开始过量使用止痛药品而染上毒瘾。2003年2月，谢伦伯格因贩卖、运输毒品被判入狱六个月。2012年，因贩运可卡因、海洛因，持有大麻树脂、甲基苯丙胺，谢伦伯格被判入狱两年（判决公布前已经关押，因而最终入狱16个月12天）。据报道，因为犯罪入狱，其父与之断绝了关系，但其他亲人仍支持他。2013年谢伦伯格出狱后，行踪不明，有资料暗示其前往加拿大艾伯塔省的阿薩巴斯卡油砂上班。据谢伦伯格的姑妈劳莉·纳尔逊—琼斯（Lauri Nelson-Jones）说，谢伦伯格2014年去中国之前曾在亚洲旅游，在泰国旅游期间曾与父亲联系，称自己要去中国。

## 案情
重审时大连市中级人民法院认定：凯姆、史蒂芬、“周先生”等人控制着一个国际贩毒组织，在中国平安银行、招商银行拥有两个账户，以便为贩毒提供资金。2014年10月中旬，凯姆聘请翻译许清到大连市租赁仓库、购买轮胎，将周先生、简祥荣从广州运来的20吨塑料颗粒（其中藏有222包冰毒）藏进仓库。凯姆还告知许清，会派一名外籍人士帮忙处理货物。11月11日，许清在大连接收了运来的货物。11月19日，谢伦伯格受凯姆指派抵达大连，设法将毒品藏入轮胎内胆、走私到澳大利亚。随后，按照谢伦伯格的要求，许清带他购买了相关工具，采购了轮胎、内胆、二手集装箱。在查验货物、估计工作量之后，谢伦伯格把装船运输的时间由11月推迟到12月。11月27日下午，谢伦伯格电话联系了麦庆祥，托他另找仓库储存毒品。麦庆祥电话联系了大连市的仓储店铺寻找仓库。11月29日，许清怀疑此事涉嫌毒品犯罪，遂向公安报案。谢伦伯格发觉事情不对，在12月1日凌晨从酒店前往大连周水子国际机场，並打算乘坐中国南方航空客机经由广州中转逃往泰国曼谷。路上，他扔掉了旧的手机卡，另换新卡。12月1日下午1时飞机停靠广州白云国际机场时，公安将谢伦伯格抓获。经公安查验，查获的222包冰毒净重222.035千克。2014年12月，谢伦伯格被刑事拘留。2015年1月，检方批准逮捕，他被押往大连市看守所。
据大连市中院，2014年11月中旬至12月初，周先生两次派简祥荣雇车把藏有毒品的货物自广州运到杭州，简祥荣、史蒂芬、麦庆祥参与了运输。12月5日，麦庆祥被公安抓获。公安部门查扣了冰毒501千克。期间，凯姆等人利用控制的两个账户为简祥荣、麦庆祥提供资金支持。截至重审时，凯姆、史蒂芬、周先生未被中国公安抓获，简祥荣、麦庆祥被另案处理。简祥荣因运输毒品罪、非法持有毒品罪被判处无期徒刑，麦庆祥因运输毒品罪被判处死刑缓期二年执行。
谢伦伯格辩称自己无罪，称自己是被许清陷害的无辜游客。谢伦伯格说他没有去过藏有冰毒的仓库，仅仅在仓库附近旅游；许清带他去了工具店和轮胎店，但他并没有买工具和轮胎。谢伦伯格的辩护律师张冬硕一审时认为此案证据不足、认定事实不清，庭审没有排除多项重大的合理怀疑。

## 司法审判

### 一审
2016年3月15日，大连市中级人民法院公开开庭审理谢伦伯格走私毒品案。加拿大驻华使馆派员旁听了审理。2018年11月20日，大连市中院一审以走私毒品罪判处谢伦伯格有期徒刑十五年、没收个人财产人民币十五万元、驱逐出境。谢伦伯格的辩护律师为他做了无罪辩护。谢伦伯格不服判决，提出上诉。

### 二审
2018年12月26日，辽宁省高级人民法院发布开庭公告，宣布该院刑事审判第二庭定于2018年12月29日下午2时在大连市中级人民法院第六法庭公开开庭审理谢伦伯格犯走私毒品罪上诉一案。29日下午2时，二审如期开庭。旁听人数约为50人，包括加拿大驻华使馆官员、一些中外媒体记者和民众。谢伦伯格的辩护律师张冬硕为他做了无罪辩护。张冬硕当庭指出，一审没有排除多项重要怀疑，认定事实不清、证据不足；若法院判决谢伦伯格有罪，考虑到他并未实施走私行为，结合其他因素，应改判驱逐出境。张冬硕还说，不能排除证人许清是公安特勤人员的可能性，要求关键证人许清出庭。谢伦伯格辩称，许清曾带他到工具店、轮胎店，但是他并没有买轮胎和工具；他从未进入藏有毒品的仓库，许清仅仅带他到附近游览观光。谢伦伯格当庭三次说道，“这太荒唐了”（It's ridiculous）。检方称，根据正在查验的线索，此案很可能是有组织的国际贩毒活动，谢伦伯格在其中扮演了重要角色，一审法院以谢伦伯格为从犯、犯罪未遂为由判处有期徒刑15年明显不当，应发回重审。庭审共约两个半小时。休庭二十分钟后，辽宁省高院当庭宣判，称一审认定事实不清，裁定发回重审。

### 重审
2019年1月10日，大连市中级人民法院公告将在1月14日8时于第六法庭公开开庭审理辽宁省大连市人民检察院指控谢伦伯格走私毒品案。14日的庭审有超过50人旁听，包括4名加拿大驻华使馆人员、民众、中外记者。据报道，谢伦伯格要求法庭禁止加拿大媒体旁听庭审。法庭上，检方补充指控谢伦伯格参加国际贩毒组织，并在其中起主要作用。一审、二审时从未出庭的许清出庭作证，历时超过一个小时。法庭午间休庭一小时，下午1时30分继续审理。庭审总时长约13小时。法庭当天宣判，认定谢伦伯格参与国际贩毒组织，为主犯，犯罪既遂。大连市中院以走私毒品罪判处谢伦伯格死刑、没收个人全部财产。被告人辩护律师张冬硕称谢伦伯格将会上诉。最终，2021年8月10日，辽宁省高级人民法院二审驳回上诉，维持死刑原判。

## 中国法律相关规定

### 走私毒品罪
1997年修订的《中华人民共和国刑法》第六章第七节规定了走私、贩卖、运输、制造毒品罪，走私、贩卖、运输、制造甲基苯丙胺（即谢伦伯格涉嫌走私的冰毒）50克以上可判处十五年有期徒刑、无期徒刑或者死刑，并处没收财产。
第三百四十七条　走私、贩卖、运输、制造毒品，无论数量多少，都应当追究刑事责任，予以刑事处罚。
走私、贩卖、运输、制造毒品，有下列情形之一的，处十五年有期徒刑、无期徒刑或者死刑，并处没收财产：
（一）走私、贩卖、运输、制造鸦片一千克以上、海洛因或者甲基苯丙胺五十克以上或者其他毒品数量大的；
（二）走私、贩卖、运输、制造毒品集团的首要分子；
（三）武装掩护走私、贩卖、运输、制造毒品的；
（四）以暴力抗拒检查、拘留、逮捕，情节严重的；

（五）参与有组织的国际贩毒活动的。（下略）——《中华人民共和国刑法》
在中国，有不少外国人毒品犯罪被判死刑的先例。2009年，英国人阿克毛·沙伊克因走私毒品被执行死刑。时任英国首相曾亲自向中国国家主席胡锦涛求情。2010年至2016年，六名日本人在中国因毒品犯罪被处死刑。2014年，三名韩国人因走私毒品被处死刑。

### “上诉不加刑”
《中华人民共和国刑事诉讼法》第二百三十七条和《最高人民法院关于适用〈中华人民共和国刑事诉讼法〉的解释》第三百二十七条规定，被告人提出上诉、二审法院发回重审的案件，除非有新的犯罪事实、人民检察院补充起诉，否则原审法院不得加重被告人的刑罚，即所谓“上诉不加刑”。
第二百三十六条　第二审人民法院对不服第一审判决的上诉、抗诉案件，经过审理后，应当按照下列情形分别处理：
（一）原判决认定事实和适用法律正确、量刑适当的，应当裁定驳回上诉或者抗诉，维持原判；
（二）原判决认定事实没有错误，但适用法律有错误，或者量刑不当的，应当改判；
（三）原判决事实不清楚或者证据不足的，可以在查清事实后改判；也可以裁定撤销原判，发回原审人民法院重新审判。

原审人民法院对于依照前款第三项规定发回重新审判的案件作出判决后，被告人提出上诉或者人民检察院提出抗诉的，第二审人民法院应当依法作出判决或者裁定，不得再发回原审人民法院重新审判。——《中华人民共和国刑事诉讼法》
第三百二十七条　被告人或者其法定代理人、辩护人、近亲属提出上诉的案件，第二审人民法院发回重新审判后，除有新的犯罪事实，人民检察院补充起诉的以外，原审人民法院不得加重被告人的刑罚。——《最高人民法院关于适用〈中华人民共和国刑事诉讼法〉的解释》第三百二十七条

## 反应与评论

### 中加外交纠纷
谢伦伯格案二审前，因加拿大拘捕华为公司副董事长、CFO孟晚舟，中加关系迅速恶化。12月1日，应美国要求，加拿大拘捕了正在温哥华国际机场转机的孟晚舟。中国驻加拿大大使馆公告认为加拿大拘捕孟晚舟严重侵犯人权，中方表示强烈抗议，要求加拿大立即释放孟晚舟。根据12月7日保释听证会上的消息，美国指控孟晚舟进行欺诈行为、违反美国对伊朗的制裁。11日，法官裁定允许孟晚舟保释，保释金为1000万加拿大元。保释期间，她被两位保安和一位司机监视居住，需佩戴装有GPS设备的电子脚环，监控费用由孟晚舟支付，每日晚11时至次日6时她不得外出。2019年1月15日，中国外交部发言人华春莹在例行记者会上声称，孟晚舟案不是普通法律案件，加拿大并非依照公平正义办案，而是在滥用司法程序，加拿大必须承担后果和责任。
2018年12月10日，前外交官康明凯被北京市国家安全局拘捕。同日，另一位加拿大人迈克尔·斯帕弗（Michael Peter Todd Spavor）被辽宁省丹东市国家安全局拘捕。康明凯、迈克尔两人被控危害中国国家安全。中国外交部发言人陆慷表示中方是依法、依规采取行动。
美国的中国问题专家利明璋将谢伦伯格案与孟晚舟事件联系起来，形容此案后中加关系“人质外交升级为行刑外交”；乔治·华盛顿大学法学院中国法教授郭丹青指出，很难让人相信此案与孟晚舟事件无关。郭丹青说，谢伦伯格从2014年12月被捕到2016年3月一审开庭和2018年11月判决经历了相当长的时间，而重审却非常快，二审法院发回重审后16天就重新开庭审判，这是很罕见的；刑事案件重审很罕见，据郭丹青统计，2017年中国刑事案件仅有2%发回重审；此外，中国法院也很少主动邀请外国媒体旁听庭审。BBC驻北京记者麦笛文（Stephen McDonell）指出，中国死刑判决需要最高人民法院复核，中国政府或许会将谢伦伯格作为筹码，要求加拿大释放孟晚舟。
环球时报发表社评，表示将谢伦伯格案与孟晚舟案联系起来的推测是“对中国法律的粗暴轻视”、不应将司法判决说成是“政治判决”。
2019年1月，加拿大政府发出旅游警告，称前往中国可能面临该国任意执行法律的风险，要求赴华旅游公民高度警惕。中国外交部发言人华春莹称加拿大的旅游禁令如同贼喊捉贼，要求加拿大尊重中国法律、停止发布不负责任的言论。同时，中国外交部也发布提醒，称加拿大近期出现任意拘捕中国公民的事件，赴加旅游应注意风险。
2021年8月，加拿大驻华大使鲍达民表示在中国在加拿大审理孟晚舟案时发布维持死刑的判决，“不是巧合”。法国国国际广播电台分析认为，中国政府是用一个加拿大人的生命去做施压手段。

### 上诉加刑相关
谢伦伯格的辩护律师张冬硕等人认为，重审时检察院补充起诉的内容仍在旧的犯罪事实范围内，公诉人没有补充新的犯罪事实，大连市中院违反了“上诉不加刑”的规定。
针对谢伦伯格的上诉加刑问题，环球时报援引林维教授、黄风教授等中国的法学博士观点，认为大连市中院的判决符合《最高人民法院关于适用〈中华人民共和国刑事诉讼法〉的解释》第三百二十七条中“有新的犯罪事实，人民检察院补充起诉”的情形，可不遵守“上诉不加刑”的规定。大连海洋大学法学院院长裴兆斌撰文称，他全程旁听了此案的庭审和宣判，重审庭审中公诉人补充起诉谢伦伯格参与了国际贩毒活动、并在犯罪组织中起主要作用、应被认作主犯，庭审中检方也出示了相应的证据；此外，二审时检方就提到当时正在追查的证据显示谢伦伯格可能参与国际犯罪组织并起到主要作用，辽宁省高院当时也采纳了检方意见。

### 审理程序相关
BBC报道，一位熟悉案件的人士向其透露，此案证据存疑，一审时大连市中级人民法院逐级请示，一直请示到了最高人民法院，最高人民法院批函指示判处有期徒刑15年，知情人认为最高人民法院的这一做法违反法律规定；这位人士还说，二审本不需要开庭，通常书面审理，但是遇到孟晚舟事件，法院突然决定改为开庭审理，司法部、北京市司法局、西城区司法局还向律师施加了压力。
谢伦伯格的辩护团队等人认为，二审法院发回重审后的司法流程过快，不过重审程序合乎法律规定。

### 死刑判决相关
2019年1月14日 ，加拿大总理贾斯汀·特鲁多表示对此案严重关切，认为中国的死刑判决是武断的。之后，为该案能得到中国的宽大处理，加拿大外交部长方慧蘭与中国驻加拿大大使照会。但曾为前加拿大驻华大使的赵朴认为加政府的宽大处理请求不会改变中国政府的态度。14日，环球时报发表社评回应特鲁多“武断”一说，表示加拿大不设死刑，但是依据中国法律毒品犯罪可以判处死刑，特鲁多是在武断地站在加拿大司法的角度看问题。
2021年8月10日，在二审维持死刑的判决下达后，加拿大驻华大使鲍达民表示谴责该案死刑判决决定，并呼吁宽大处理。当日，加拿大外交部长马克·加诺发布声明，表示加拿大强烈谴责中国维持对罗伯特·谢伦伯格死刑判决的决定，谴责对谢伦伯格刑罚的任意性、会继续与中国交涉，为谢伦伯格先生提供宽大处理，并表示其反对任何案件的死刑。翌日，加拿大总理贾斯汀·特鲁多发布声明，表示中国对该案定罪和判决是不可接受和不公正的，绝不放弃为谢伦伯格等人提供领事协助，直至他们安全返家。